# Mikroregion Ceres
Die Mikroregion Ceres (portugiesisch Microrregião de Ceres) war eine von 1989 bis 2017 durch das Instituto Brasileiro de Geografia e Estatística (IBGE) für geostatistische Zwecke festgelegte Region im brasilianischen Bundesstaates Goiás. Sie gehörte zur Mesoregion Zentral-Goiás und umfasste 22 Gemeinden. Mikro- und Mesoregionen waren keine Verwaltungseinheiten. Das IBGE benutzt seit 2017 eine neue interne Einteilung.

## Geographische Lage
Die Mikroregion Ceres grenzte an die Mikroregionen (Mesoregionen):
- Im Norden an Porangatu (Nord-Goiás)
- Im Osten an Entorno de Brasília (Ost-Goiás)
- Im Süden an Anápolis (Zentral-Goiás)
- Im Südwesten an Rio Vermelho (Nordwest-Goiás)
- Im Nordwesten an São Miguel do Araguaia (Nordwest-Goiás)

## Gemeinden in der Mikroregion Ceres
| Gemeinde                   | Lage                                         | Fläche (km²) | Einwohner Stand 2022 | Einw./km² Stand 2022 |
| -------------------------- | -------------------------------------------- | ------------ | -------------------- | -------------------- |
| Barro Alto                 | Lage von Barro Alto in Goiás                 | 1.093,243    | 10.371               | 9,6                  |
| Carmo do Rio Verde         | Lage von Carmo do Rio Verde in Goiás         | 455,924      | 9.710                | 23,13                |
| Ceres                      | Lage von Ceres in Goiás                      | 213,497      | 22.046               | 103,47               |
| Goianésia                  | Lage von Goianésia in Goiás                  | 1.547,65     | 73.707               | 47,64                |
| Guaraíta                   | Lage von Guaraíta in Goiás                   | 205,306      | 2.188                | 10,65                |
| Guarinos                   | Lage von Guarinos in Goiás                   | 595,865      | 2.161                | 3,64                 |
| Hidrolina                  | Lage von Hidrolina in Goiás                  | 580,386      | 3.545                | 6,07                 |
| Ipiranga de Goiás          | Lage von Ipiranga de Goiás                   | 241,464      | 2.919                | 11,95                |
| Itapaci                    | Lage von Itapaci in Goiás                    | 956,126      | 21.087               | 22,13                |
| Itapuranga                 | Lage von Itapuranga in Goiás                 | 1.277,160    | 26.113               | 20,38                |
| Morro Agudo de Goiás       | Lage von Morro Agudo de Goiás                | 282,615      | 2.456                | 8,7                  |
| Nova América               | Lage von Nova América in Goiás               | 212,023      | 2.337                | 11,16                |
| Nova Glória                | Lage von Nova Glória in Goiás                | 412,975      | 8.310                | 20,18                |
| Pilar de Goiás             | Lage von Pilar de Goiás                      | 906,648      | 2.328                | 2,57                 |
| Rialma                     | Lage von Rialma in Goiás                     | 268,958      | 12.165               | 45,34                |
| Rianápolis                 | Lage von Rianápolis in Goiás                 | 159,345      | 3.980                | 25,29                |
| Rubiataba                  | Lage von Rubiataba in Goiás                  | 748,273      | 19.788               | 26,36                |
| Santa Isabel               | Lage von Santa Isabel in Goiás               | 806,814      | 3.538                | 4,35                 |
| Santa Rita do Novo Destino | Lage von Santa Rita do Novo Destino in Goiás | 956,037      | 2.689                | 2,77                 |
| São Luíz do Norte          | Lage von São Luíz do Norte in Goiás          | 586,060      | 4.837                | 8,28                 |
| São Patrício               | Lage von São Patrício in Goiás               | 134,518      | 2.143                | 12,4                 |
| Uruana                     | Lage von Uruana in Goiás                     | 522,127      | 13.729               | 26,26                |

- Liste der Gemeinden in Goiás
- Tabelle der Meso- und Mikroregionen in Goiás